# Казанлытамак
Казанлытамак (баш. Ҡаҙанлытамаҡ) — деревня в Белебеевском районе Республики Башкортостан Российской Федерации. Входит в состав Донского сельсовета.

## География

### Географическое положение
Расстояние до:
- районного центра (Белебей): 27 км,
- центра сельсовета (Пахарь): 8 км,
- ближайшей ж/д станции (Глуховская): 16 км.

## История
Название происходит от назв речки Ҡаҙанлы и термина тамак ‘устье’ .

## Население
| 2002 | 2009 | 2010 |
| ---- | ---- | ---- |
| 137  | ↗140 | ↘133 |

Национальный состав
Согласно переписи 2002 года, преобладающие национальности — татары (91 %).